# Adolf Hofmeister (Historiker)

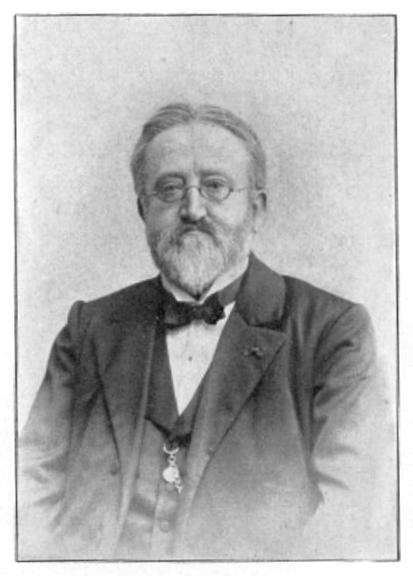
Adolf Hofmeister

Gotthilf Christian Adolf Hofmeister, auch Adolph Hofmeister (* 21. September 1849 in Gera; † 29. Dezember 1904 in Rostock) war ein deutscher Historiker und Bibliothekar.

## Leben
Adolf Hofmeister war der Sohn des gleichnamigen Zeitungsredakteurs und Buchhändlers Adolph (Georg Xaver) Hofmeister (1818–1894) und dessen Frau Ida (Albertine), geb. Giers (1818–1889). Er besuchte ab 1864 die dortige Realschule, ab 1866 das Rutheneum in Schleiz und von 1867 bis 1871 das königliche Stiftsgymnasium in Zeitz. Es folgte von 1871 bis 1874 ein Studium der Klassischen Philologie und Geschichte an der Friedrichs-Universität Halle. In Halle schloss er sich der Landsmannschaft Pomerania an. Ab 1874 war er als Hauslehrer in der Provinz Posen tätig. Er wurde 1876 in Rostock zum Dr. phil. promoviert und war ab Oktober als Volontär an der Universitätsbibliothek Halle tätig. 1877 wurde er das letzte Mitglied des Hallenser Corps Pomerania. Im Januar 1878 wechselte er an die Universitätsbibliothek Rostock, wo er ab Juni als Kustos wirkte. 1894 wurde er Erster Kustos und ab 1896 führte er den Titel Erster Universitätsbibliothekar. Für längere Zeit war er auch Verwalter des Münzkabinetts der Universität.
Hofmeister war in zahlreichen Verbänden und Gesellschaften aktiv. So war er ab 1879 Mitglied im Verein für mecklenburgische Geschichte und Altertumskunde und von 1893 bis 1904 Vorstandsmitglied des Vereins für Rostocks Altertümer. 1900 gehörte er zu den Gründungsmitgliedern des Vereins Deutscher Bibliothekare. Er war Mitglied des Hansischen Geschichtsvereins, des Vereins für niederdeutsche Sprachforschung und der Gesellschaft für pommersche Geschichte und Altertumskunde. Er wurde nur 55 ¼ Jahre alt.
Hofmeister schrieb anfangs zu Themen der klassischen Philologie, später bibliothekswissenschaftliche und historische Schriften sowie Arbeiten zur Universitätsgeschichte. Er war neben seiner Tätigkeit an der Universitätsbibliothek vielfach mit der Geschichte Mecklenburgs beschäftigt. Von 1883 bis 1887 war er Mitarbeiter der Mecklenburgischen Anzeigen und von 1887 bis 1904 beim Rostocker Anzeiger. Hier schrieb er u. a. Übersichten zur mecklenburgischen Literatur. Aus seiner Hand kamen von 1891 bis 1902 die Literaturübersichten für die Jahresberichte der Geschichtswissenschaft, herausgegeben von der Historischen Gesellschaft zu Berlin. Er war 1890/91 beteiligt an den Mecklenburgischen Urkundenbüchern, von 1896 bis 1902 an den von Friedrich Schlie herausgegebenen fünf Bänden Die Kunst und Geschichtsdenkmäler des Großherzogtums Mecklenburg-Schwerin und er schrieb 1893/94 mehrere Artikel für die Allgemeine Deutsche Biographie. Eine wichtige Arbeit war die Herausgabe der Matrikel der Universität Rostock (1419-1789) in vier Bänden in den Jahren 1886 bis 1904. Ein Teil seines Nachlasses befindet sich in der Universitätsbibliothek Rostock.
Adolf Hofmeister war seit dem 18. Oktober 1882 verheiratet mit Marie (Berta Auguste Henriette) Bernhöft (* 6. März 1856 in Karlikow bei Lauenburg (Pommern); † 6. Februar 1938 in Rostock), Tochter eines Gutsbesitzers und Schwester des Rostocker Rechtswissenschaftlers Franz Bernhöft. Der Ehe entstammten der Sohn Adolf (Ludwig Eduard) (* 1883) und die Töchter (Alma Therese Friederike) Elisabeth (* 1884) und Marie (Johanna Martha) (* 1886).
Hofmeisters gleichnamiger Sohn Adolf (* 9. August 1883 in Rostock; † 7. April 1956 in Greifswald) wurde ebenfalls als Wissenschaftler bekannt. Auch er wurde Historiker und lehrte von 1921 bis 1955 als Professor an der Ernst-Moritz-Arndt-Universität Greifswald. Die Tochter Elisabeth wurde Lehrerin. In den Rostocker Adressbüchern um 1935/40 ist sie als Studienrätin verzeichnet.

## Schriften
- Ueber Gebrauch und Bedeutung des Jota demonstrativum bei den attischen Rednern. s. n., Halle a. S. 1877, (Dissertation Rostock; UB Eichstätt).
- Beiträge zur Geschichte der Buchdruckerkunst in Meklenburg. In: Jahrbücher des Vereins für meklenburgische Geschichte und Alterthumskunde. Band 44, 1879, S. 49–66, 110, (online).
- Die allegorische Darstellung der Transsubstantiation unter dem Bilde der Mühle. Bärensprung, Schwerin 1885, (UB Eichstätt).
- Eine neue Bücheranzeige des 15. Jahrhunderts. In: Zentralblatt für Bibliothekswesen. Band 3, 1886, S. 35–36, (online).
- Die Anfänge des Büchergewerbes in Rostock. Vortrag, gehalten im Verein für Rostocks Alterthümer am 8. Februar 1887. Sandmeyer, Schwerin 1887.
- Die Brüder Varmeier und die Ermordung des Obristen H. L. v. Hatzfeld im Jahre 1631. Vortrag, gehalten am 4. December 1888 im Verein für Rostocks Alterthümer. Adler, Rostock 1888.
- Eine niederdeutsche Bücheranzeige des 15. Jahrhunderts. In: Zentralblatt für Bibliothekswesen. Band 6, 1889, S. 110–112, (online).
- Das Wappen der Stadt Rostock. In: Beiträge zur Geschichte der Stadt Rostock. Band 1, Nr. 1, 1890, S. 65–88, (urn:nbn:de:gbv:28-rosdok_ppn1735686697-6).
- Rostocks Antheil an den Kämpfen der Hansa gegen Waldemar IV. von Dänemark. In: Beiträge zur Geschichte der Stadt Rostock. Band 1, Nr. 4, 1895, S. 1–20, (urn:nbn:de:gbv:28-rosdok_ppn1735686697-6).
- Das Lied vom König Anthyrius. In: Jahrbücher des Vereins für meklenburgische Geschichte und Alterthumskunde. Band 61, 1896, S. 239–253, (online).
- Zur Geschichte der Landesuniversität. In: Beiträge zur Geschichte der Stadt Rostock. Band 4, Nr. 3, 1906, S. 75–114, (urn:nbn:de:gbv:28-rosdok_ppn1735694290-0).
- Rostocker Studentenleben vom 15. bis ins 19. Jahrhundert. In: Archiv für Kulturgeschichte. Band 4, Nr. 1, 1906, S. 1–50, (doi:10.7788/akg-1906-0102).
- Zur historischen Topographie Rostocks. In: Beiträge zur Geschichte der Stadt Rostock. Band 4, Nr. 4, 1907, S. 1–13, (urn:nbn:de:gbv:28-rosdok_ppn1735694290-0).

### Artikel in der Allgemeinen Deutschen Biographie
- Alle ADB-Artikel von Adolf Hofmeister

### Herausgaben
- Die Matrikel der Universität Rostock. 4 Bände. Stiller [u. a.], Rostock [u. a.] 1889–1904 (Uni Rostock), (Digitalisat)
- Carl Michael Wiechmann: Mecklenburgs altniedersächsische Literatur. 1600–1625 (Band 3, 1885; mit Nachträgen und Registern).